# Cardiophorus arcanus
Cardiophorus arcanus là một loài bọ cánh cứng trong họ Elateridae. Loài này được Dolin in Dolin & Mardjanian miêu tả khoa học năm 1985.